# Diga di Lessoc
La diga di Lessoc è una diga a contrafforti situata in Svizzera, nel Canton Friburgo sul fiume Sarine.

## Descrizione
Ha un'altezza di 35 metri e il coronamento è lungo 70 metri. Il volume della diga è di 20.000 metri cubi.
Il lago creato dallo sbarramento, il lac de Lessoc ha un volume massimo di 1,5 milioni di metri cubi, una lunghezza di 2,3 km e un'altitudine massima di 774 m s.l.m. Lo sfioratore ha una capacità di 575 metri cubi al secondo.
Le acque del lago vengono sfruttate dall'azienda Entreprises Electriques Fribourgeoises.